# Theodore Kuchar
Theodore Kuchar (Nueva York, 31 de mayo de 1963) es un director de orquesta estadounidense y ucraniano. Especializado en el repertorio estadounidense y soviético, ha realizado para el sello Naxos series de grabaciones dedicadas al sinfonismo de George Antheil, Lyatoshinsky, Walter Piston y Prokófiev, entre otros. Entre sus registros destaca una integral de las seis Sinfonías de Bohuslav Martinu, al frente de la Orquesta Sinfónica Nacional de Ucrania, de la que es titular. Desde febrero de 2011 es titular de la Orquesta Sinfónica de Venezuela.

## Carrera
- 1987-: Orquesta Filarmónica de Queensland, Director invitado.
- 1987-1993: West Australian Ballet, Director artístico.
- 1990-: Festival Australiano de Música de cámara, Director artístico.
- 1992-: Orquesta Sinfónica Nacional de Ucrania, Director titular.
- 1994-: Orquesta Sinfónica Nacional de Ucrania, Director artístico.
- 1996-: Orquesta Filarmónica de Boulder, Director artístico e invitado.
- 1996-: Sinfonía de Colorado, Director artístico e invitado.
- 1996-: University of Colorado's College of Music, catedrático de estudios orquestales.

- Datos: Q3523700